# Gentianella bellidifolia
Gentianella bellidifolia là một loài thực vật có hoa trong họ Long đởm. Loài này được (Hook.f.) Holub mô tả khoa học đầu tiên năm 1967.